# Hugh Douglas (seigneur de Douglas)
Hugh Douglas seigneur de Douglas (surnommé « the Dull », en français « Hugues le Terne », 1294 — mort entre 1342-1346) est un noble écossais et un prélat seigneur de Douglas. Il est le second fils de William le Hardy seigneur de Douglas, le compagnon d'armes de William Wallace, et d’Éléonore Ferrers.
Le frère aîné d'Hugh, Sir James Douglas, est un héros des guerres d'indépendance de l'Écosse et son jeune frère, Sir Archibald Douglas, est Gardien du Royaume et commandant en chef des armées écossaises lors de bataille de Halidon Hill.

## Premières années
Hugh de Douglas est mentionné pour la première fois en 1296. À la suite de la confiscation des biens anglais de son père, Hugh, âgé de deux ans, est arrêté à Stebbing en Essex, l'un des manoirs de son père. Plus tard en 1325, il est de nouveau mentionné lorsqu'il devient chanoine de la  Cathédrale Saint-Mungo de Glasgow pendant une réunion du chapitre. Il semble avoir été à cette époque prêtre de la paroisse de Roxburgh.

## Seigneur titulaire de Douglas
La mort de son neveu William, seigneur de Douglas, et celle de son frère, Sir Archibald, lors de la bataille de Halidon Hill laissent la succession du patrimoine du clan Douglas à Hugh. Cependant l'Écosse à cette époque traverse la pire période de sa seconde guerre d'indépendance, et Édouard III d'Angleterre et son vassal Edward Balliol contrôlent la plus grande partie du sud du pays. 
Balliol avait rendu l'hommage de son royaume à Édouard et cédé à la couronne d'Angleterre à perpétuité les forêts de Selkirk dans les Scottish Borders, Ettrick et Jedburgh, ainsi que les shires de Roxburgh, Peebles, Dumfries, Linlithgow, Édimbourg et Haddington dans l'East Lothian - en fait tous les territoires possédés par le seigneur de Douglas. Édouard avait réinvesti le « Douglasdale » à Robert de Clifford, 3e Baron de Clifford, petit-fils de Robert de Clifford, 1er Baron de Clifford, qui avait reçu ces domaines d'Édouard Ier d'Angleterre à la suite de l’effondrement du royaume d'Écosse en 1296. Clifford n'avait jamais réussi à prendre possession de ses nouveaux domaines du fait de la résistance des hommes du clan Douglas conduits par William Douglas de Lothian.
Hugh the Dull s'était probablement échappé en France à la cour de David II à Château-Gaillard en 1337. C'est là qu'il retrouve ses jeunes neveux William Douglas futur 1er comte de Douglas et Archibald Le Hideux futur 3e comte de Douglas qui s'y étaient réfugiés. À cette date Édouard III d'Angleterre avait déjà attribué à Andrew de Ormiston la prébende d'Hugh dans la paroisse de Roxburgh.

## Le chevalier de Liddesdale
En 1337, William Douglas, seigneur de Liddesdale, qui utilisait les mêmes méthodes de guérilla que celles employées par James, le frère de  Hugh, avait établi la base de son pouvoir dans la région frontalières et pris le titre de
seigneur de Liddesdale. On suppose que le seigneur de Douglas, qui n'était pas un homme de guerre, lui avait confié le contrôle exécutif des territoires du Clan Douglas situés au sud. En 1342, Liddesdale, après s’être emparé d'un pouvoir formel, oblige le seigneur de Douglas à renoncer à la majorité des autres territoires des Douglas, lui conférant tous les pouvoirs administratifs nécessaires et le fait Ward (Gardien)  de Liddesdale. Hugh de Douglas résigne alors sa seigneurie en faveur de son neveu William, toujours en France.

## Héritage et mort
Douglas dédie l'église de Saint-Jean-Baptiste à Crookboat, trois miles au sud de Lanark, où le cours d'eau de Douglas rencontre la Clyde. Parmi les donations faites à cet établissement, il accorde au prêtre le droit de choisir le meilleur fromage de chaque maison de Douglas Moor. Hugh de Douglas s'est retiré ensuite dans sa paroisse de Roxburgh. Il meurt dans une relative obscurité quelque temps avant 1346. Cette année-là, à la suite de la bataille de Neville's Cross, Édouard III contrôle de nouveau le sud de l'Écosse, et sa paroisse est attribuée à William de Emeldon. Hugh, seigneur de Douglas, est un personnage singulier parmi la famille guerrière dont il est issu. Son surnom peu flatteur est peut-être lié à son activité religieuse, qui impliquait qu'il mène une vie plus retirée que celle du reste de sa famille. Il n'y eut pas d'autre religieux parmi la parenté immédiate des chefs de la famille Douglas jusqu'à la décennie 1440.